# 埃尔罗约
埃尔罗约，是西班牙卡斯蒂利亚-莱昂索里亚省的一个市镇。总面积126平方公里，总人口327人（2001年），人口密度3人/平方公里。